# يوهان غوتليب شالر
يوهان غوتليب شالر (بالألمانية: Johann Gottlieb Schaller)‏ هو عالم نبات وعالم بقشريات الأجنحة ألماني، ولد في 1734، وتوفي في 1814.